# Celuloza sintaza (formira UDP)
Celuloza sintaza (formira UDP) (EC 2.4.1.12, UDP-glukoza beta-glukan glukoziltransferaza, UDP-glukoza-celuloza glukoziltransferaza, GS-I, beta-1,4-glukoziltransferaza, uridin difosfoglukoza-1,4-beta-glukan glukoziltransferaza, beta-1,4-glukan sintaza, beta-1,4-glukan sintetaza, beta-glukan sintaza, 1,4-beta--glukan sintaza, 1,4-beta-glukan sintaza, glukan sintaza, UDP-glukoza-1,4-beta-glukan glukoziltransferaza, uridin difosfoglukoza-celuloza glukoziltransferaza, UDP-glukoza:1,4-beta--glukan 4-beta--glukoziltransferaza) je enzim sa sistematskim imenom UDP-glukoza:(1->4)-beta-D-glukan 4-beta--glukoziltransferaza. Ovaj enzim katalizuje sledeću hemijsku reakciju
UDP-glukoza + [(1->4)-beta--glukozil] {\displaystyle \rightleftharpoons } UDP + [(1->4)-beta--glukozil]+1
Ovaj enzim učestvuje u sintezi celuloze. Sličan enzim koristi GDP-glukozu (EC 2.4.1.29, celuloza sintaza (formira GDP)).

## Literatura
- Nicholas C. Price; Lewis Stevens (1999). Fundamentals of Enzymology: The Cell and Molecular Biology of Catalytic Proteins (Third изд.). USA: Oxford University Press. ISBN 019850229X.
- Eric J. Toone (2006). Advances in Enzymology and Related Areas of Molecular Biology, Protein Evolution (Volume 75 изд.). Wiley-Interscience. ISBN 0471205036.
- Branden C; Tooze J. Introduction to Protein Structure. New York, NY: Garland Publishing. ISBN 0-8153-2305-0.
- Irwin H. Segel. Enzyme Kinetics: Behavior and Analysis of Rapid Equilibrium and Steady-State Enzyme Systems (Book 44 изд.). Wiley Classics Library. ISBN 0471303097.
- William P. Jencks (1987). Catalysis in Chemistry and Enzymology. Dover Publications. ISBN 0486654605.

## Spoljašnje veze
- Cellulose+synthase+(UDP-forming) на 